# Малая Алабушка
Малая Алабушка — река в России, протекает по Тамбовской и Воронежской областях. Устье реки находится в 38 км по правому берегу реки Вороны. Длина реки — 25 км, площадь водосборного бассейна — 224 км².

## Данные водного реестра
По данным государственного водного реестра России относится к Донскому бассейновому округу, водохозяйственный участок реки — Ворона, речной подбассейн реки — Хопер. Речной бассейн реки — Дон (российская часть бассейна).
Код объекта в государственном водном реестре — 05010200212107000006892.